# Vidar Riseth
Vidar Riseth (ur. 21 kwietnia 1972 w Frosta) – norweski piłkarz, grający na pozycji środkowego obrońcy.
Piłkarską karierę rozpoczynał w Neset FK, potem został piłkarzem Rosenborgu i od razu wywalczył z nim tytuł mistrzowski. Już po roku gry przeniósł się do Kongsvinger IL, które po uplasowaniu się na drugim miejscu w poprzednim sezonie miało apetyt na wywalczenie mistrzostwa. Tak się jednak nie stało i Vidar musiał zadowolić się jedynie zdobytym w 1996 roku Pucharem Kraju.
Następnym przystankiem w jego karierze był angielski Luton Town, następnie grał w LASK Linz, Celtiku Glasgow (dwa mistrzostwa Scottish Premier League) i TSV 1860, z którego w 2003 roku wrócił do ojczyzny, do Trondheim. W drugiej przygodzie z tym klubem zdobył kolejne trzy mistrzostwa i Puchar Norwegii.
W styczniu 2007 podpisał kontrakt z Lillestrøm SK, później przebywał na wypożyczeniu w Strømsgodset IF, a następnie przeszedł do Kongsvinger IL. W klubie tym 6 czerwca 2010 zakończył karierę piłkarską.
W reprezentacji narodowej Norwegii zaliczył 52 mecze i strzelił 4 gole, brał udział w Mundialu we Francji i EURO w Belgii i Holandii.